# Recupero spontaneo
Il recupero spontaneo è legato al fenomeno di apprendimento e di memoria che è stato descritto per primo da Ivan Pavlov nei suoi studi sul condizionamento classico. In tale contesto, si riferisce al riemergere di una risposta condizionata in precedenza spenta dopo un ritardo. 
Il recupero di comportamenti appresi può essere osservato all'interno di una varietà di campi, tra cui ad esempio il recupero dei ricordi persi.

## Condizionamento classico
Il recupero spontaneo è associato con il processo di apprendimento chiamato condizionamento classico, in cui una mente impara ad associare uno stimolo neutro con uno stimolo che produce una risposta incondizionata, tale che lo stimolo precedentemente neutro viene a produrre una propria risposta, spesso identiche allo stimolo incondizionato precedentemente prodotto. Anche se i principi di condizionamento classico erano stati individuati da molti studiosi occidentali tra fine XIX secolo e per tutto il XX secolo, la scoperta del condizionamento classico è storicamente attribuita ad Ivan Pavlov, fisiologo del XIX secolo che ha scoperto il condizionamento classico mentre conduceva ricerche sulla digestione canina.

Per studiare la digestione, Pavlov ha mostrato vari tipi di cibo ai cani per misurare la loro risposta salivare naturale. Attraverso questo processo, Pavlov ha notato che con ripetuti test, i cani hanno cominciato a salivare prima che il cibo fosse presentato, come ad esempio quando hanno sentito le orme dello sperimentatore si avvicina. Il team di ricerca di Pavlov ha studiato rigorosamente questo processo per decenni, e questo tipo di associazione di apprendimento è stato chiamato condizionamento classico o pavloviano.

Durante l'esecuzione di una serie di studi di follow-up su questo fenomeno, Pavlov ha scoperto che quando una risposta salivare condizionata è stata estinta, la risposta ne guadagna di intensità dopo un periodo di circa venti minuti. Pavlov chiamò questa scoperta recupero spontaneo. Anche se il recupero spontaneo aumenta gradualmente con il tempo dopo che una risposta condizionata si è spenta, le risposte condizionate in genere non possono tornare alla forza originaria. Inoltre con cicli di recupero / estinzione ripetuti, la risposta condizionata tende ad essere meno intensa dopo ogni periodo di recupero. Il recupero avviene anche se non c'è stata alcuna associazione aggiuntiva tra lo stimolo condizionato e lo stimolo incondizionato: la capacità dello stimolo condizionato viene indebolita ma non del tutto eliminata.